# بارهنگ بغدادی
بارهنگ بغدادی (نام علمی: Plantago notata) یکی از گونه‌های سرده بارهنگ است.